# Oscar Francotte
Oscar Francotte, né à Chênée en 1857 et mort à Uccle en 1935, est un architecte belge. Plusieurs de ses œuvres sont classées ou inscrites à l'inventaire du patrimoine architectural, tant en Région de Bruxelles-Capitale qu'en région flamande.

## Distinctions
En 1883, Oscar Francotte obtient le 2e prix au concours de la Société centrale d'architecture de Belgique pour les façades principale et latérale d'une école supérieure d'architecture.

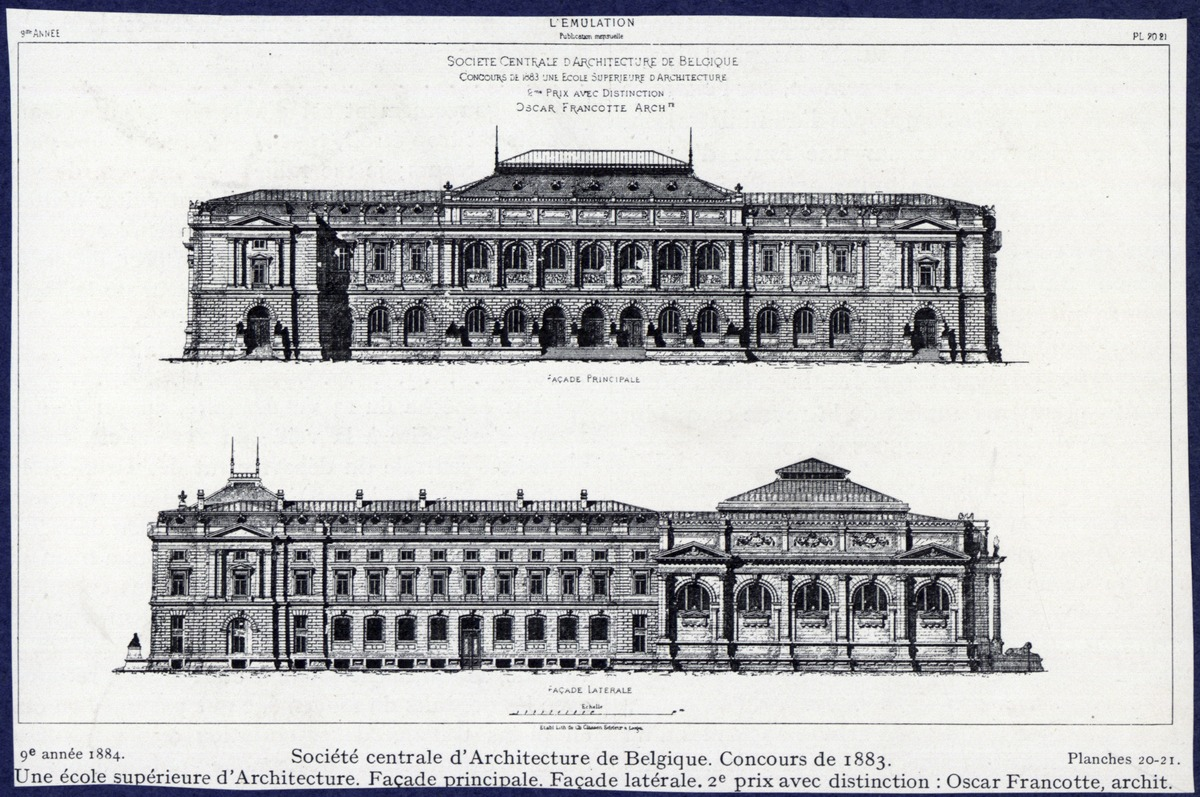
Projet de façades principale et latérale d'une école supérieure d'architecture.Illustration tirée de la revue L'Émulation, 1883, planche 20-21.

## Œuvres
- 1905 : maison mêlant néo-Louis XIV et néo-Louis XV, boulevard de Waterloo 49 à Bruxelles[3],[4]
- 1907 : maison de style Beaux-Arts, rue Saint-Bernard 58 à Saint-Gilles (Bruxelles)[5],[6]
- 1907 : maison de style Beaux-Arts, rue Saint-Bernard 68 à Saint-Gilles (Bruxelles)[7],[8]
- 1907 : hôtel de maître de style Beaux-Arts, chaussée de Charleroi 139 à Saint-Gilles (Bruxelles)[9]
- 1908 : immeuble, rue Vilain XIIII à Ixelles[10]
- 1911 : trois maisons de style Beaux-Arts, chaussée de Charleroi 147[11], 149 et 151 à Saint-Gilles (Bruxelles)[12],[13]
- 1911-1914 : ancien siège des cristalleries du Val-Saint-Lambert, rue du Vieux Marché aux Grains à Bruxelles[14]
- 1920 : maison bourgeoise, Pater Lievensstraat 15 à Moorslede[15]
- 1923-1930 : Palais de Justice, place Ferdinand Smolders 5 à Louvain[16],[17]
- 1928 : villa de style Beaux-Arts, 	Deinsesteenweg 23 à Tielt [18]
- 1932 : villa « Les Conifères », Wilgenstraat 3 à De Pinte[19],[20]
- 1934 : trois maisons bourgeoises, place Ferdinand Smolders 2-4 à Louvain[21]